# Palazzo di Giustizia (Film)
Palazzo di Giustizia (dt.: „Justizpalast“; internationaler Verleihtitel: Ordinary Justice, dt.: „Ordentliche Gerichtsbarkeit“) ist ein italienisch-schweizerischer Spielfilm von Chiara Bellosi aus dem Jahr 2020.
Die Uraufführung fand am 24. Februar 2020 in der Sektion Generation14plus der 70. Internationalen Filmfestspiele Berlin statt.

## Handlung
Der Film fängt den Alltag an einem großen italienischen Gericht ein. Im Gerichtssaal wird der Fall eines jungen Mannes verhandelt. Er soll beim Raubüberfall auf eine Tankstelle beteiligt gewesen sein, in dessen Verlauf sein Komplize vom Tankwart getötet wurde. Es finden Verhöre statt, Beweise werden vorgetragen und Zeugen treten auf.
Während im Saal ein komplizierter Prozess um Mord oder Totschlag verhandelt wird, warten draußen die Familien von Opfer und Angeklagten auf den Ausgang. Unter ihnen sind zwei Mädchen, die Töchter des mutmaßlichen Räubers und des Tankwarts. Die kleine Luce ist verspielt und eigensinnig. Die ältere Domenica ist fast erwachsen und zeigt sich unsicher und abweisend. Verwandte kommen und gehen und versorgen die Wartenden mit Mahlzeiten.

## Entstehungsgeschichte
Palazzo di Giustizia ist das Spielfilmdebüt der italienischen Dokumentarfilmerin Chiara Bellosi, für das sie auch das Drehbuch verfasste. Sie gab an, dass es schierer Zufall war, den Film in einem Gerichtsgebäude spielen zu lassen. Bellosi hatte in Vorbereitung über ein Jahr Gerichtsgebäude in Rom und Mailand studiert. Das Mailänder Gericht besuchte sie über einen Zeitraum von sechs Monaten immer in den Morgenstunden. Erst als Bellosi dort eines Tages auf den Bänken im Flur ein ungepflegtes Mädchen in einem rosa Trainingsanzug mit ihrer jungen Mutter und der Großmutter beobachtete, entwickelte sie die Idee für die Figur der Luce. „Es ist der am meisten depersonalisierende und doch menschlichste Ort der Welt“, so Bellosi über das Gericht als Schauplatz für ihren Film.
Die Dreharbeiten fanden ab März 2019 in Turin statt und waren für fünf Wochen angesetzt. Maurizio Calvesi verwendete eine auf die Schulter geschnallte, bewegliche Kamera, mit der er den Bewegungen der Protagonisten folgen konnte.
Palazzo di Giustizia wurde von Carlo Cresto-Dina und seiner Firma tempesta sowie von Rai Cinema produziert. Als Koproduzenten traten das Unternehmen Cinédokké sowie Radiotelevisione Svizzera auf. Cresto-Dina hatte Regisseurin Bellosi bei der Produktion des Episodenfilms Checosamanca (2006) kennengelernt, an dem u. a. später so bekannte Spielfilmregisseure wie Alice Rohrwacher, Andrea Segre, Andrea D’Ambrosio oder Martina Parenti erste Werke beigesteuert hatten. Bellosis Kurzfilm-Beitrag hatte über eine Gruppe streunender Hunde in den Straßen Catanias gehandelt. Cresto-Dina hatte all die Jahre über Kontakt zu ihr gehalten. Der Film wird in Italien von Istituto Luce Cinecittà vertreben. Die weltweiten Verwertungsrechte liegen bei Vision Distribution.

## Auszeichnungen
Palazzo di Giustizia wurde bei der Berlinale 2020 in den Generation 14plus-Wettbewerb eingeladen. Gleichzeitig ist Bellosis Regiearbeit für den GWFF Preis Bester Erstlingsfilm nominiert.